# Ananassalie
Ananassalie (Salvia elegans) is een van oorsprong Midden-Amerikaanse plant uit de lipbloemenfamilie. In Europa is de plant niet geheel winterhard, maar hij kan op een beschutte plek met wat bescherming doorgaans wel overwinteren. De plant wordt 1 tot 1,5 meter hoog.
In een voldoende warme omgeving produceert Salvia elegans in de herfst en winter eetbare rode bloemen. Van de bladeren kan onder meer thee worden gezet. In Guatemala en Mexico, waar de plant oorspronkelijk vandaan komt, wordt Salvia elegans voor uiteenlopende medicinale doeleinden gebruikt. Er wordt onder andere een anti-depressieve werking aan toegeschreven en ook bij angststoornissen en bij een lage bloeddruk zou de plant een positieve invloed hebben.
... · S. divinorum · S. elegans (Ananassalie) · S. glutinosa (Kleverige salie) · S. hierosolymitana · S. obtusata · S. officinalis (Echte salie) · S. pratensis (Veldsalie) · S. rosmarinus (Rozemarijn) · S. sclarea (Scharlei) · S. verbenaca (Kleinbloemige salie) · S. verticillata (Kranssalie) · ...